# Bad Education (Film)
Bad Education ist ein US-amerikanischer Spielfilm von Cory Finley aus dem Jahr 2019 mit Hugh Jackman und Allison Janney. Der Film basiert auf der wahren Geschichte der größten Schulgelderveruntreuung der amerikanischen Geschichte. Das Drehbuch wurde von Mike Makowsky geschrieben und ist eine Adaption eines New-York-Artikels von Robert Kolker. Der Film feierte seine Weltpremiere am 8. September 2019 beim Toronto International Film Festival. In Deutschland war die Fernsehpremiere am 22. Juli 2020.

## Handlung
Die Hauptfigur des Filmes ist Dr. Frank Tassone, der Superintendent des Roslyn Union Free School District in Long Island. Frank und seine Assistentin Pam Gluckin sind für weitreichende Verbesserungen des Bezirkes verantwortlich, die die Roslyn High School zur viertbesten öffentlichen Schule des Landes machten. Der allseits beliebte Frank erwehrt sich Annäherungsversuchen von einigen Müttern, indem er den einige Jahre zurückliegenden Tod seiner Frau erwähnt. Während er eine Konferenz in Las Vegas besucht, beginnt er allerdings eine Affäre mit seinem ehemaligen Schüler Kyle Contreras.
Ein Mädchen namens Rachel Bhargava soll für die Schülerzeitung der Roslyn High School einen Artikel über den geplanten Skywalk der Schule schreiben und wird von Frank ermutigt, den Artikel anzugehen wie eine professionelle Journalistin. Rachel erkundigt sich über das Projekt und entdeckt Ungereimtheiten in den Finanzen des Bezirks. Wie sich herausstellt, hat Pam eine betrügerische Bezirksspesenkarte, die von ihrer Nichte Jenny, einer Bezirkssachbearbeiterin, verwendet wird. Pams Sohn benutzt diese Karte, um Material für die Renovierung ihres Hauses im Wert von mehreren tausend Dollars zu kaufen, was der Präsident des Schulvorstands Bob Spicer von einem Verwandten herausfindet, der den Kauf beobachtet hat.
Als Bob und der Schulvorstand Pam damit konfrontieren, erfahren sie, dass sie mindestens 250 000 Dollar an Steuergeldern unterschlagen hat. Frank kann den Vorstand davon überzeugen, die Angelegenheit leise zu klären, um die Folgen eines öffentlichen Skandals für die Schule zu verhindern. Es wird beschlossen, die Steuerhinterziehung geheim zu halten; Pam wird zum Rücktritt gezwungen. Frank überredet den Bezirksauditor Phil Metzger dazu, die finanziellen Dokumente des Bezirks zu fälschen und setzt ihn als Pams zeitweiligen Nachfolger ein. Frank versetzt Jenny zu einer deutlich weniger wichtigen Rolle und droht ihr damit, ihren eigenen Missbrauch von öffentlichen Geldern zu enthüllen.
Rachel entdeckt im Rahmen ihrer Recherche für den Skywalk Beweise für die Veruntreuung in der Form von unerfüllten Bestellungen und hohen Beratungshonoraren von unbekannten Firmen. Darunter ist eine jährliche Summe von 803 000 Dollar an eine Firma, deren angebliches Hauptquartier die Adresse eines Apartments in Manhattan hat. Rachel begibt sich zum Apartment und wird an der Tür von einem Mann begrüßt. Als Rachel das Gebäude verlassen will, sehen sie und Frank sich, während er in das Apartment geht. Der Mann, dem das Apartment gehört, ist Tom Tugierro, Franks Ehemann. Rachel erkennt, dass Frank die Firma als eine Tarnung erfunden hat und ebenfalls an der Veruntreuung beteiligt ist. Zurück in der Schule warnt Frank Rachel davor, ihre Erkenntnisse zu veröffentlichen.
Phil Metzger konfrontiert Frank damit, dass er Bezirksgelder benutzt hat, um mit Kyle Contreras in der First Class nach London zu fliegen. Frank droht damit, die Verantwortung gänzlich auf Phil abzuwälzen, da er Pams originalen Betrug nicht erkannt hatte und sich an der Verheimlichung desselben beteiligt hat. Phil verspricht zwar Stillschweigen zu bewahren, aber Franks Machenschaften werden trotzdem aufgedeckt: Rachel schafft es, die Schülerzeitung zu überzeugen ihren Bericht zu drucken. Frank bittet Bob darum, den Betrug nicht zuzugeben, bevor das Schulbudget für den Skywalk gesichert wurde. Bob ignoriert Franks Bitte und enthüllt den Betrug in seiner Gesamtheit für die Öffentlichkeit.
Pam, Jenny und Phil werden festgenommen. Pam stimmt zu, gegen Frank auszusagen, als man mit der Anklage ihrer Familie droht und stellt Beweise für den Betrug. Frank tritt zurück und flieht mit Zehntausenden Dollars Bargeld nach Nevada, wo er ein Haus für Kyle kauft und dort mit ihm einzieht. Bald darauf wird er festgenommen, nach New York überstellt und dort verurteilt. Der Film endet damit, das Frank im Gefängnis darüber fantasiert, wie er Roslyn High School zur besten Schule des Landes gemacht hat.
Im Epilog erfährt der Zuschauer, dass Frank 2,2 Millionen Dollar hinterzogen hat und zu 4 bis 12 Jahren Gefängnis verurteilt wurde. Pam hinterzog 4,3 Millionen Dollar und sagte gegen Frank aus; sie wurde zu 3 bis 9 Jahren Gefängnis verurteilt. Insgesamt wurden 11 Millionen Dollar hinterzogen: die größte Veruntreuung von Schulgeldern in der US-amerikanischen Geschichte. Trotz allem ist Frank noch immer für seine Lehrerrente von 173 495,04 Dollar vorgesehen.

## Besetzung und Synchronisation
Die deutschsprachige Synchronisation entstand nach einem Dialogbuch von Carolin Rosenheimer und unter der Dialogregie von Clemens Frohmann durch die Synchronfirma Studio Hamburg Synchron.
| Figur                 | Darsteller            | Synchronsprecher  |
| --------------------- | --------------------- | ----------------- |
| Frank Tassone         | Hugh Jackman          | Thomas Nero Wolff |
| Pam Gluckin           | Allison Janney        | Sabine Jaeger     |
| Big Bob Spicer        | Ray Romano            | Tobias Meister    |
| Rachel Bhargava       | Geraldine Viswanathan | Lena Schmidtke    |
| Jenny Aquila          | Annaleigh Ashford     | Anita Hopt        |
| Thomas „Tom“ Tuggiero | Stephen Spinella      | Uwe Büschken      |
| Amber McCarden        | Kayli Carter          | Lea Kalbhenn      |
| Nick Fleishman        | Alex Wolff            | Patrick Baehr     |
| Phil Metzger          | Jeremy Shamos         | Frank Röth        |
| Kyle Contreras        | Rafael Casal          | Owen Peter Read   |

## Produktion
Das Drehbuch wurde von Mike Makowsky geschrieben, der 2004 Schüler im Roslyn Union Free School District war als Frank Tassone verhaftet wurde. Nachdem Makowsky die Rechte an Robert Kolkers Artikel im New York Magazin erworben hatte, zog er in seine alte Heimatstadt zurück und recherchierte dort über die Ereignisse, von denen der Film handeln würde. Makowsky hatte ursprünglich die Absicht Tassone als einen einfachen Schurken darzustellen, änderte seine Meinung aber während Interviews mit ehemaligen Lehrern und Nachbarn ein komplexeres Bild zeichneten, das sich auch im finalen Skript und im Film wiederfindet. Keiner der an dem Betrug beteiligten Personen wurde in die Produktion des Filmes miteinbezogen, eine Entscheidung die aus Respekt für die Einwohner Roslyns getroffen wurde.
Der Film wurde von Makowsky, Fred Berger, Brian Kavanaugh-Jones, Julia Lebdev, Edward Vaisman und Oren Moverman produziert. Im März 2018 wurden Hugh Jackman als Hauptdarsteller und Cory Finley als Regisseur bekanntgegeben.
Im Juni 2018 stieß Allison Janney zum Cast dazu, einen Monat später gefolgt von Geraldine Viswanathan und Ray Romano. Im Oktober 2018 wurden über ein Dutzend Nebendarsteller angeworben, unter anderem Alex Wolff, Rafael Casal, Stephen Spinella und Annaleigh Ashford. Im gleichen Monat begannen die Dreharbeiten.
Rebekah Rombom (eine der beiden Schülern die 2004 den Skandal enthüllten) hat ausgesagt das ihr Gegenstück im Film Rachel Bhargava etwas mehr recherchiert als sie selbst: „She does a little more investigative reporting than I did.“
Jackman arbeitete zum ersten Mal seit den Dreharbeiten für Australia mit seinem Dialekt-Coach Jess Platt zusammen, um die „final 20 percent“ des Akzents zu meistern. Dabei profitierte er davon das Platt ursprünglich aus Brooklyn stammt und die Gegend gut kennt.

## Themen
Laut Jackman ist eines der Haupt-Themen des Filmes der Unterschied dazwischen wie eine Person sich anderen gegenüber präsentiert und wie sie tatsächlich ist: "For Frank, how he was perceived and judged by people on-site was very important, and he justified that as being a part of his job, how he needed to project being upstanding to represent the school district in order for it to get to No. 1. […] And by the way, it’s a battle that most of us face in our everyday life. It starts off as a teenager when you’re trying to get a boyfriend or girlfriend or someone to like you, and you’re like, OK, I’m not going to try that part, what’s going to work for me?

## Veröffentlichung
Der Film hatte seine Weltpremiere am 8. September 2019 beim Toronto International Film Festival. Kurz danach kaufte HBO Films die Vertriebsrechte an dem Film für 17,5 Millionen Dollar und tätigte somit den teuersten Kauf des Festivals. Am 25. April 2020 wurde der Film auf dem HBO-Kabelnetzwerk und auf HBOs Streaming-Diensten veröffentlicht. Außerdem war der Film beim Launch von HBO Max verfügbar.

## Rezeption

### Kritiken
Auf Rotten Tomatoes hat der Film ein zu 93 % positives Rating basierend auf 138 Reviews. Auf Metacritic hat der Film einen Metascore von 79 von 100 Punkten.
Peter Travers vom Rolling Stone lobte Jackmans Arbeit als die beste Arbeit seiner Karriere. Ben Kenigsberg von der New York Times lobte Finleys Regie, Makowskys Dialoge, die Setausstattung, die Filmmusik und Jackmans „düster charismatische“ Darstellung.
David Ehrlich vom IndieWire beschreibt das Drehbuch als eine „Meisterklasse erzählerischer Ökonomie“. Jake Coyle von der Associated Press verglich den Film mit Alexander Paynes Election und lobte Janneys Performance: es fühle sich an, als ob „sie zuerst da war und der Film vorsichtig um sie herum errichtet wurde“.
Der echte Frank Tassone selbst hat sich positiv zu Jackmans und Janneys Darstellungen geäußert. Laut ihm leistete Jackman sehr gute Arbeit in seiner Performance: „besonders am Ende, wenn ich das Gefängnis verlasse und sehe was ich verloren habe. Das hat mich wirklich getroffen. Denn ich habe all das verloren.“ Tassone kritisierte allerdings die Nebenhandlung die seine angebliche Affäre mit einem ehemaligen Schüler betrifft: „Ich habe nie, niemals, in meiner 36-jährigen Karriere im Bildungswesen eine Beziehung mit einem Schüler oder mit jemandem der kürzlich seinen Abschluss gemacht hat gehabt.“

### Auszeichnungen
Der Film gewann mehrere Preise, unter anderem einen Primetime Emmy Award für Outstanding Television Movie, einen Gold Derby Award und den OFTA Television Award. Außerdem gewannen Jackman und Janney mehrere Preise für ihre Darstellung. Jackman gewann einen Primetime Emmy Award für Outstanding Lead Actor in a Limited Series or Movie, einen GALECA Award für Best TV Performance – Actor und einen OFTA Award für Best Acor in a Motion Picture or Limited Series. Janney gewann einen Midseason Award der Hollywood Critics Association und wurde nominiert für einen Gold Derby TV Award und einen Dorian TV Award.